# Horacio Usandizaga
Horacio Daniel Usandizaga (J. B. Molina,  Santa Fe, 15 de junio de 1940) es un político argentino, perteneciente a la Unión Cívica Radical. Fue el primer intendente de la ciudad de Rosario tras la recuperación de la democracia en el país, en 1983.

## Carrera política
Adherente al radicalismo oocupó a los 23 años el cargo de concejal e intendente de la ciudad de Rosario en 1983. Finalizaría su gestión con problemas con empleados municipales a los que adeudaba 6 meses de sueldo que terminarían siendo pagados recién en 2011.Su gobierno transcurrió en un clima político y social tenso debido al aumento del desempleo, el crecimiento de barrios marginales en las periferias de Rosario y una crisis en el frente económico. La persistencia del proceso inflacionario, el endeudamiento municipal los desequilibrios fiscales y el desmembramiento del tejido fabril se conjugaron con un amplio abanico de demandas laborales insatisfechas. En los años finales de su gobierno la conflictividad laboral se intensificó con enfrentamiento con gremios docentes.
En 1987, fue reelecto como intendente de Rosario. El contexto económico y político hacia fines de 1988 y primer trimestre de 1989 fue el caldo de cultivo de la mayor crisis social de la historia argentina y de Santa Fe. El 28 de mayo de 1989 el presidente Raúl Alfonsín anunció la eventual implementación de un plan económico de emergencia. Durante esa misma noche, se generalizaron los saqueos en las principales barrios rosarinos, entre ellas la ciudad industrial santafesina, especialmente en los barrios del sur de la misma, donde estaban concentrados la mayoría de los principales supermercados, los primeros disturbios comenzaron en Rosario en medio de un feriado bancario y rápidamente se extendieron hacia otras ciudades. 
Los manifestantes irrumpieron dentro de supermercados, almacenes y pequeños negocios, en grupos que oscilaban desde solo unos 20 individuos hasta tanto como unas 1000 personas. Alfonsín  declaró el estado de sitio por 30 días. La ciudad fue militarizada y dividida en tres áreas operativas. Se suspendieron las clases, se cerraron los bancos, se cancelaron los servicios de transporte público de pasajeros y se impuso un toque de queda.
Aunque la violencia estaba más bien dirigida contra comercios en sí mismos que contra personas individuales, tuvieron lugar algunos incidentes aislados en los que dueños de locales resultaron heridos o hirieron a otros mientras trataban de proteger sus respectivos negocios, además de ataques contra algunos destacamentos de policía.
En 1989 dejó su cargo como intendente, impulso una reforma electoral para lograr la confección de la Ley de lemas.
En las elecciones de provincia de Santa Fe ede 1991, se enfrentó al candidato del Partido Justicialista, que determinó a Carlos Reutemann como gobernador. La misma situación ocurrió en las elecciones de 1995 —en donde ganó Jorge Obeid y 1999, en la cual fue derrotado nuevamente por Reutemann.	
En 1993 fue elegido diputado provincial, luego senador nacional por la UCR desde 1995 hasta 2001. Cuando estalló el escándalo de las coimas en el Senado, Mario Pontaquarto, exsecretario parlamentario de la UCR y famoso "arrepentido" en el juicio por las coimas, afirmó haber retirado 5 millones de pesos de la SIDE luego una reunión en Casa de Gobierno donde el expresidente radical Fernando de la Rúa habría dado la orden de que se paguen esos sobresueldos. Horacio Usandizaga fue sindicado como uno de los senadores radicales que aceptaron la coima para aprobar la ley de flexibilización laboral que el gobierno de la La Alianza quería imponer. Después de 15 años de retrasos y dilaciones judiciales, los imputados y procesados en el juicio por las coimas fueron absueltos en diciembre de 2012 por los jueces Miguel Pons, Guillermo Gordo y Fernando Ramírez.
Tras su paso por Rosario Central fue denunciado junto con la ex-comisión directiva del equipo de fútbol Rosario Central, encabezada por Horacio Usandizaga y un abogado de la Asociación del Fútbol Argentino, bajo sospecha de haber estafado al Club por nueve millones de euros en la venta del jugador Ángel Di María al Benfica portugués.La ex comisión directiva de Rosario Central encabezada por Horacio Usandizaga y un abogado de la Asociación del Fútbol Argentino comenzó a ser investigada judicialmente sospecha de haber estafado al club por nueve millones de euros en la venta de Ángel Di María al Benfica portugués. La causa judicial, que lleva la carátula de administración fraudulenta se inició mese después
En el año 2002 Usandizaga se enfrentó con el fotógrafo Víctor Basterra debido a que este último sostuvo que el capitán de fragata Julio César Binotti ―uno de los marinos cuyo ascenso estaba tratando la Cámara de Senadores― se había desempeñado como represor en la ESMA (Escuela de Mecánica de la Armada) durante la última dictadura cívico-militar argentina.

## Carrera como dirigente deportivo

### Presidente de Rosario Central
Usandizaga postuló para presidir Rosario Central, en 2007 cuando decidió presentarse a las elecciones de Central, encabezando la lista de la Agrupación “Mística Canalla”. superando en cantidad incluso a la suma de sus otros dos contrincantes juntos. Su mandato concluyó el 24 de mayo de 2010, presentando su renuncia a la presidencia del Club Atlético Rosario Central.En 2010 nuevo jefe de Policía de Rosario, Osvaldo Toledo confirmó esta mañana que se ordenó una investigación contra el presidente de Rosario Central, Horacio Usandizaga, como el responsable de haber permitido el ingreso de la barra brava canalla a los partidos. Para ese año el club se encontraba inmerso en una profunda crisis institucional y deportiva producto del gran desmanejo. El primer equipo de Rosario Central estaba en la última posición del campeonato y corría serios riesgos de descender a la Segunda categoría. Finalmente, el equipo auriazul realizó una campaña aceptable de 27 puntos en el Torneo Clausura y en junio de 2008, luego de un empate 0:0 de visitante ante San Martín de San Juan, logró alejarse definitivamente de los puestos de Promoción y aseguró su permanencia en la Primera División.[cita requerida]

### Discurso polémico y problemas futbolísticos
En octubre de 2008, Usandizaga protagonizó un duro discurso en público en la inauguración de una filial de Rosario Central en la ciudad de Funes, en el cual vertió varios exabruptos en contra del plantel de primera división de fútbol, exigiéndoles -con otras palabras- mayor “esfuerzo” y “orden” dentro y fuera del campo de juego, o los iba a matar a los integrantes que componían el plantel.
Los jugadores le contestaron con un comunicado firmado por todos ellos, en el cual recalcaron que lo mejor para el club es la unión de todos. Días después de haber salido a la luz este video, el presidente del club pidió disculpas públicas a través de un comunicado leído por su hijo Manuel.
Las ventas de Tomás Costa y de Cristian Álvarez al fútbol europeo, sumado esto a la liberación de los fondos que la jueza Liliana Georgetti tenía cautivos debido a la intervención judicial del club, lograron un alivio financiero importante para la institución. Así, sobre fines de junio de 2008, la Comisión Directiva encabezada por Usandizaga decidió comprar el predio que pertenecía al Club Real Arroyo Seco, distante a 30 kilómetros de la ciudad de Rosario. El monto de la operación rondó los 16 millones de pesos argentinos, aunque el pago fue financiado en cuotas. El predio, cuenta con 28 hectáreas, un hotel de 4 estrellas con 17 habitaciones con todas las comodidades, una sede, cuatro piscinas en cascada, un estadio de nivel de primera división con capacidad para 12.000 espectadores, y varias canchas alternativas. La intención es que allí se desarrolle el fútbol profesional del club junto a algunas divisiones juveniles destacadas, que podrían ser la cuarta y quinta de AFA.
Así mismo en el orden futbolístico, el cual es la principal disciplina del club y la que suscita la mayor atención y pasión por parte de los hinchas, la gestión de Usandizaga fue un verdadero fracaso y fue fuertemente cuestionada por la mayoría de los centralistas. Entre los puntos que más se le cuestionaron figuran su autoritarismo a la hora de tomar decisiones futbolísticas, el desconocimiento de fútbol por parte de él y su asesor (su hijo Manuel), no escuchando jamás a los reclamos de socios e hinchas, la elección de los entrenadores (8 en 2 años y medio de gestión), los refuerzos de poca jerarquía y de mala condición física, sus constantes declaraciones públicas desacertadas, y en definitiva, a que el equipo durante su gestión siempre se encontró en puestos bajos de la tabla de los promedios del descenso, al punto que descendió de categoría. Muchos de sus detractores declaran "Central es fútbol, y en ese tema, Usandizaga vive fallando". De esta manera, luego de varias campañas muy pobres, Rosario Central tuvo que revalidar su lugar en la máxima categoría del fútbol argentino en la temporada 2008/2009, debiendo disputar la Promoción ante el Club Atlético Belgrano de Córdoba (equipo clasificado 4.º de la "B" Nacional de esa temporada). En el duelo de ida, disputado en la ciudad de Córdoba, los canallas derrotaron a los celestes por 1:0, con gol de Jesús Méndez, mientras que en la revancha, el duelo finalizó 1:1 en el Estadio Gigante de Arroyito, con gol de Emilio Zelaya para los rosarinos. Así, con el resultado global por 2:1, Rosario Central mantuvo la categoría. A 2015 la ex comisión directiva de Rosario Central encabezada por Horacio Usandizaga y un abogado de la Asociación del Fútbol Argentino se encuentran bajo sospecha de haber estafado al club por nueve millones de euros en la venta de Ángel Di María al Benfica portugués. La causa judicial, que lleva la carátula de administración fraudulenta, se inició a raíz de una denuncia formulada por el expresidente Pablo Scarabino. Cuando asume Horacio Usandizaga la presidencia de Central designa a su hijo Manuel como asesor jurídico y deportivo.
En el inicio de la temporada 2009/2010, el expresidente Usandizaga se fue irresponsablemente de vacaciones a España en agosto de 2009, justo cuando debía estar presente en Rosario tratando de formar la plantilla que debería volver a pelear el descenso. Eso generó malestar de parte de los hinchas canallas. El resultado de esa temporada fue el descenso consumado el 23 de mayo de 2010, fecha en que Rosario Central tuvo que volver a revalidar su lugar en Primera, esta vez jugando contra All Boys. Luego de que en el encuentro de ida empaten 1:1, con un gol sobre el final del equipo rosarino, cayó derrotado por 3:0 en el partido de vuelta disputado en el Gigante de Arroyito. De esa manera, Rosario Central descendió a la Primera B Nacional.

### Descenso y renuncia
El 23 de mayo de 2010, Rosario Central descendió a la Primera B Nacional, tras caer como local ante All Boys por 3 a 0, habiendo empatado en el partido de ida 1 a 1, por la promoción para ascender. Esto provocó un gran malestar de los hinchas con la dirigencia y como consecuencia, el 24 de mayo de 2010, Horacio Usandizaga, estando ya en el exterior, renunció al cargo de la presidencia de Rosario Central no sin dejar una enorme deuda y una terrible crisis institucional y deportiva.
Durante el 2010 las pocas apariciones públicas que tuvo en la ciudad de Rosario, tuvo que recurrir a la asistencia de uniformados, esto se basa en el malestar de todos los simpatizantes del Club Rosario Central. Horacio Usandizaga fue denunciado por haber estafado al club por nueve millones de euros en la venta de Ángel Di María al Benfica portugués. La causa judicial, que lleva la carátula de administración fraudulenta, se inició a raíz de una denuncia formulada por el expresidente Pablo Scarabino.
Durante el 2011, las pocas apariciones públicas en la ciudad de Rosario, generaron la encendida ira de los simpatizantes del club Rosario Central, resultando agredido en la vía pública. Desde ese mismo año se desconoce su paradero exacto.